# Jatipurus
Jatipurus is een bestuurslaag in het regentschap Kebumen van de provincie Midden-Java, Indonesië. Jatipurus telt 893 inwoners (volkstelling 2010).